# Grondaia
La grondaia è un canale di scolo per acque meteoriche (acqua piovana e neve), parte della gronda.
Tale sistema di raccolta limita gli effetti di dilavamento dell'acqua sulla superficie esterna di un edificio, che ne comporterebbero il deterioramento, oltre a consistenti danni estetici di varia natura.
Senza costruire un idoneo sistema di raccolta, infatti, l'acqua colerebbe lungo le pareti, trascinando sporcizia, detriti, ma anche agenti fisici e chimici potenzialmente aggressivi, generando chiazze e striature molto visibili e provocando a lungo termine un'azione di danneggiamento e degrado per le finiture esterne, e talvolta anche la penetrazione dell'acqua in locali interni, attraverso i serramenti.

## Materiali
Secondo la norma UNI 10724 (vedi sotto) i materiali generalmente impiegati per le grondaie e per i pluviali sono:
1. acciaio zincato;
2. acciaio inox;
3. alluminio e sue leghe;
4. PVC-rigido;
5. rame;
6. zinco-titanio.

Solitamente vengono impiegati materiali metallici come rame, acciaio inossidabile o zinco-titanio, quest'ultimo diffuso più recentemente.

## Messa in opera

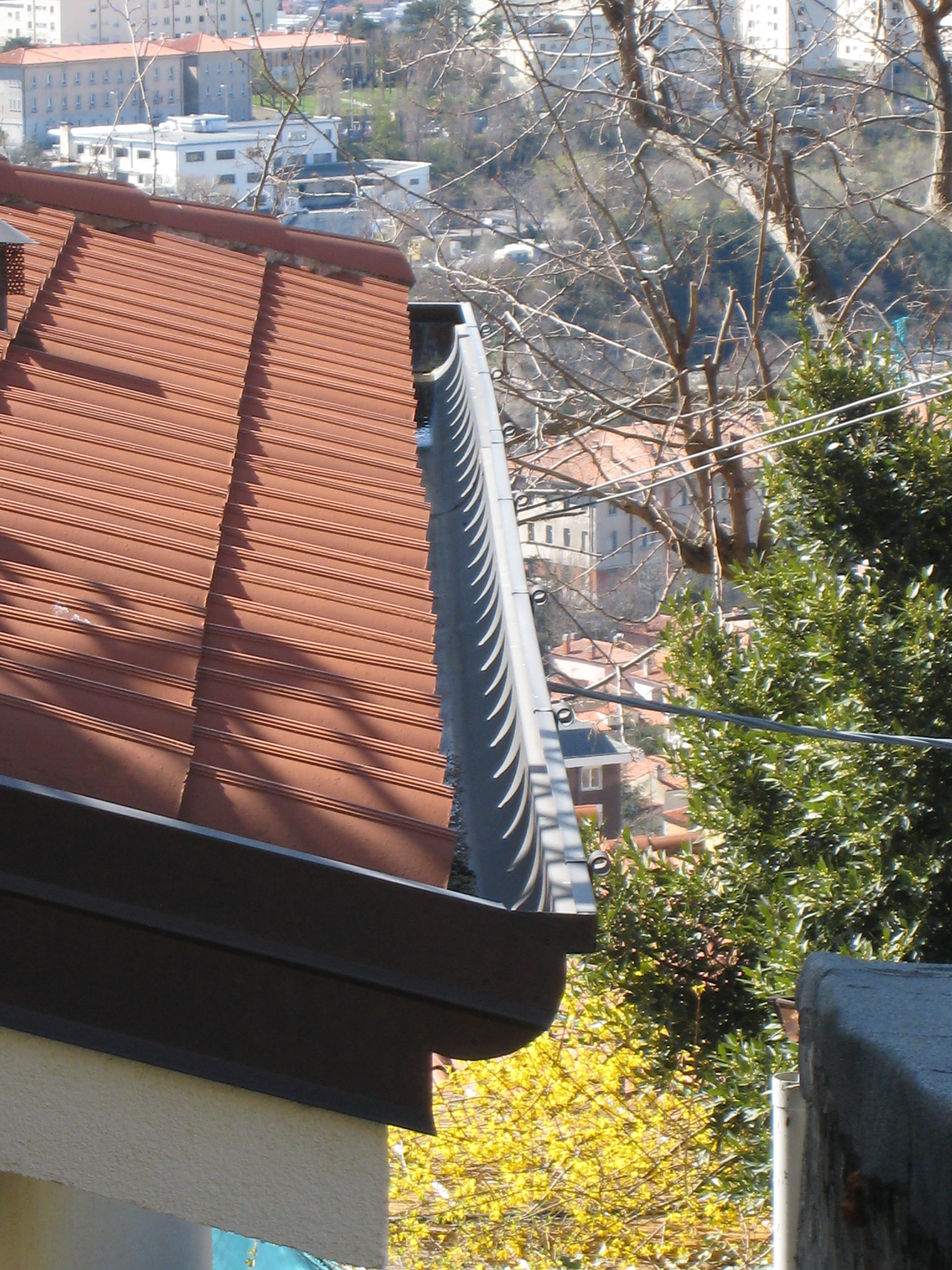

Per realizzare questo sistema di scolo, viene agganciata mediante tasselli o cicogne, sul perimetro della copertura, a pochi centimetri dal bordo, una canaletta di raccolta, detta grondaia,
che convoglia l'acqua in apposite tubazioni, dette pluviali, fino a raggiungere il pozzetto di raccolta collegato alle fognature.

Per far scorrere l'acqua, la grondaia deve avere una leggera pendenza: la pendenza minima per il convogliamento della acque pluviali è di un centimetro per metro di lunghezza e si simboleggia 1%.
La tipologia della grondaia e dei pluviali dipende dalla quantità e dal tipo di precipitazioni meteoriche ed anche dalla forma del tetto. Una copertura complicata, interrotta frequentemente, con molte falde e formata da tetti a quote variabili, presenterà un sistema di scolo delle acque molto complesso e dispendioso, talvolta anche con conseguenze negative sull'impatto estetico dell'opera.
I segmenti lineari formanti il perimetro d'imposta di una copertura a falde piane, sono detti rette di gronda.
In edifici rurali, l'acqua viene scaricata direttamente su un marciapiede o in un semplice pozzetto nel terreno.
Progettazione ed esecuzione: la norma UNI 10724 
I criteri per la progettazione di un sistema di smaltimento delle acque piovane sono contenuti nella norma UNI 10724 (Sistemi di raccolta di acque meteoriche - Istruzioni per la progettazione e l'esecuzione con elementi discontinui).
Senza entrare nel dettaglio, la norma indica le caratteristiche dei materiali, le soluzioni costruttive e le problematiche che il progettista e l'installatore devono considerare.
Una grondaia deve essere ben fissata alla copertura dell'edificio; pertanto deve essere in grado di sopportare i carichi dovuti all'azione del vento e della neve, nonché i carichi concentrati (per esempio quando si appoggia una scala).
La norma indica anche il dimensionamento idraulico (dipendente dalla superficie del tetto), il posizionamento dei pluviali, il loro fissaggio e le tecniche per assorbire le dilatazioni termiche.